# Denaby
Denaby – wieś w Anglii, w hrabstwie ceremonialnym South Yorkshire, w dystrykcie metropolitalnym Doncaster. Leży 18 km na północny wschód od miasta Sheffield i 233 km na północ od Londynu.